# Daugava (musikalbum)
Daugava är ett musikalbum av Lars Winnerbäck, inspelat på Irland, som släpptes den 26 september 2007. Albumet är namngivet efter floden Daugava som rinner genom Riga, en stad som Lars Winnerbäck besökt under låtskrivarsessioner. Östeuropa har varit en stor inspiration till texterna, men i musiken hör man tydligt att det är Irlands folkmusik som är tongivande. De flesta av skivans musiker är inte från Hovet, som annars varit hans följeslagare under en lång tid, även om Hovet-medlemmen Johan Persson medverkar. Omslagsbilderna till albumet är gjorda av Louise Enhörning.

## Låtlista
All text och musik är skriven av Lars Winnerbäck.
1. "Farväl Jupiter" - 3:32
2. "Jag har väntat på ett regn" - 6.10
3. "Innan mörkret faller" - 4.00
4. "Om du lämnade mig nu" (Duett med Miss Li) - 4:07
5. "En tätort på en slätt" - 4.28
6. "Om det blåser genom hallen" - 3:54
7. "Min helande tröst" - 4:13
8. "Jag fattar ingenting" - 5.42
9. "Vad är det som bekymrar Sara Wehn" - 3:32
10. "Kom hem nu" - 4:13
11. "Gå på vatten" -. 3.14.
12. "Tidvis" - 4.55

## Medverkande musiker
- Lars Winnerbäck - sång, gitarr, bouzouki
- Ola Gustafsson - gitarr, mandolin, banjo, dobro
- Anders Nygårds - fiol, viola, mandolin
- Johan Persson - piano, tramporgel, dragspel, munspel, kör
- Jerker Odelholm - bas, kontrabas
- Anders Hernestam - trummor, tamburon, maraccas
- Miss Li - sång

## Listplaceringar
| Lista (2007-2008) | Topplacering |
| ----------------- | ------------ |
| Norge             | 34           |
| Sverige           | 1            |